# 阿特·麦金利
阿特·麦金利（英語：Art McKinlay，1932年1月20日—2009年8月10日），美国男子赛艇运动员。他曾代表美国参加1956年夏季奥林匹克运动会赛艇比赛，获得男子四人单桨无舵手银牌。

## 家庭
孪生兄弟约翰·麦金利。